# Požega (Serbie)
Pour les articles homonymes, voir Požega.
Požega (en serbe cyrillique : Пожега) est une ville et une municipalité de Serbie situées dans le district de Zlatibor. Au recensement de 2011, la ville comptait 12 957 habitants et la municipalité dont elle est le centre 29 488.

## Géographie
Požega est située à l'ouest de la Serbie centrale, à 24 km d'Užice, le centre administratif du district de Zlatibor (à l'ouest), à 15 km d'Arilje et à une quarantaine de kilomètres d'Ivanjica (au sud), à une dizaine de kilomètres de Lučani et une trentaine de kilomètres de Čačak (à l'est). La ville est située à environ 130 km de Belgrade.
Le territoire de Požega est traversé par les rivières Skrapež, Moravica et Đetinja. La ville est entourée par les monts Zlatibor (à l'ouest), Crnokosa (au nord) et Krstac (au sud-est) ; à proximité immédiate de la localité se trouvent les monts Maljen (1 103 m), Ovčar (985 m) et Kablar (889 m). Le Maljen et l'Ovčar appartiennent aux franges les plus orientales des Alpes dinariques, le premier faisant partie du groupe de montagnes de Podrinje-Valjevo, le second faisant partie du groupe de montagnes de Stari Vlah. À l'est du territoire municipal commence la gorge d'Ovčar-Kablar, dans laquelle coule la Zapadna Morava, encaissée entre les pentes abruptes des monts Ovčar et Kablar.

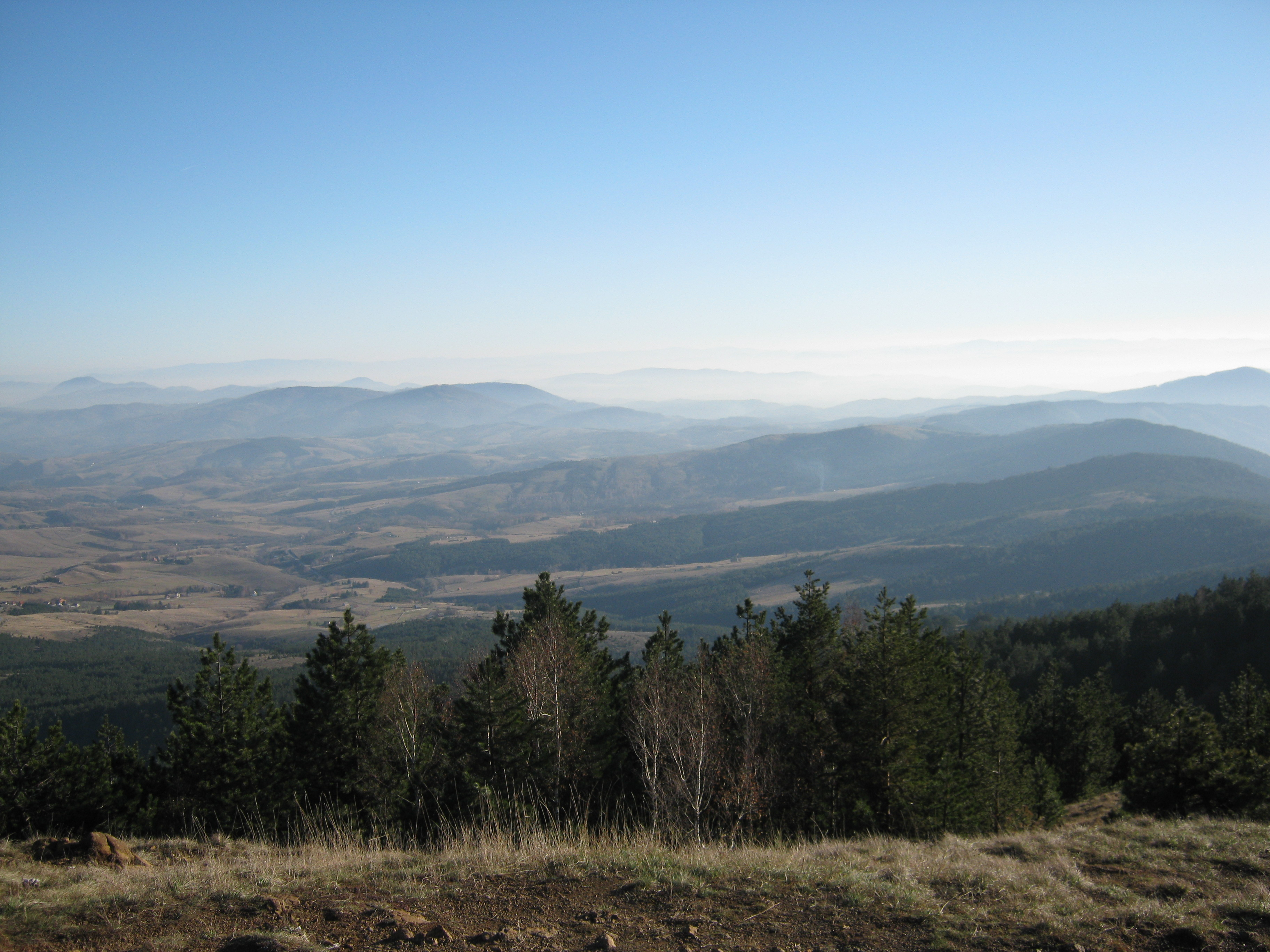
Le Maljen vu du mont Crni Vrh
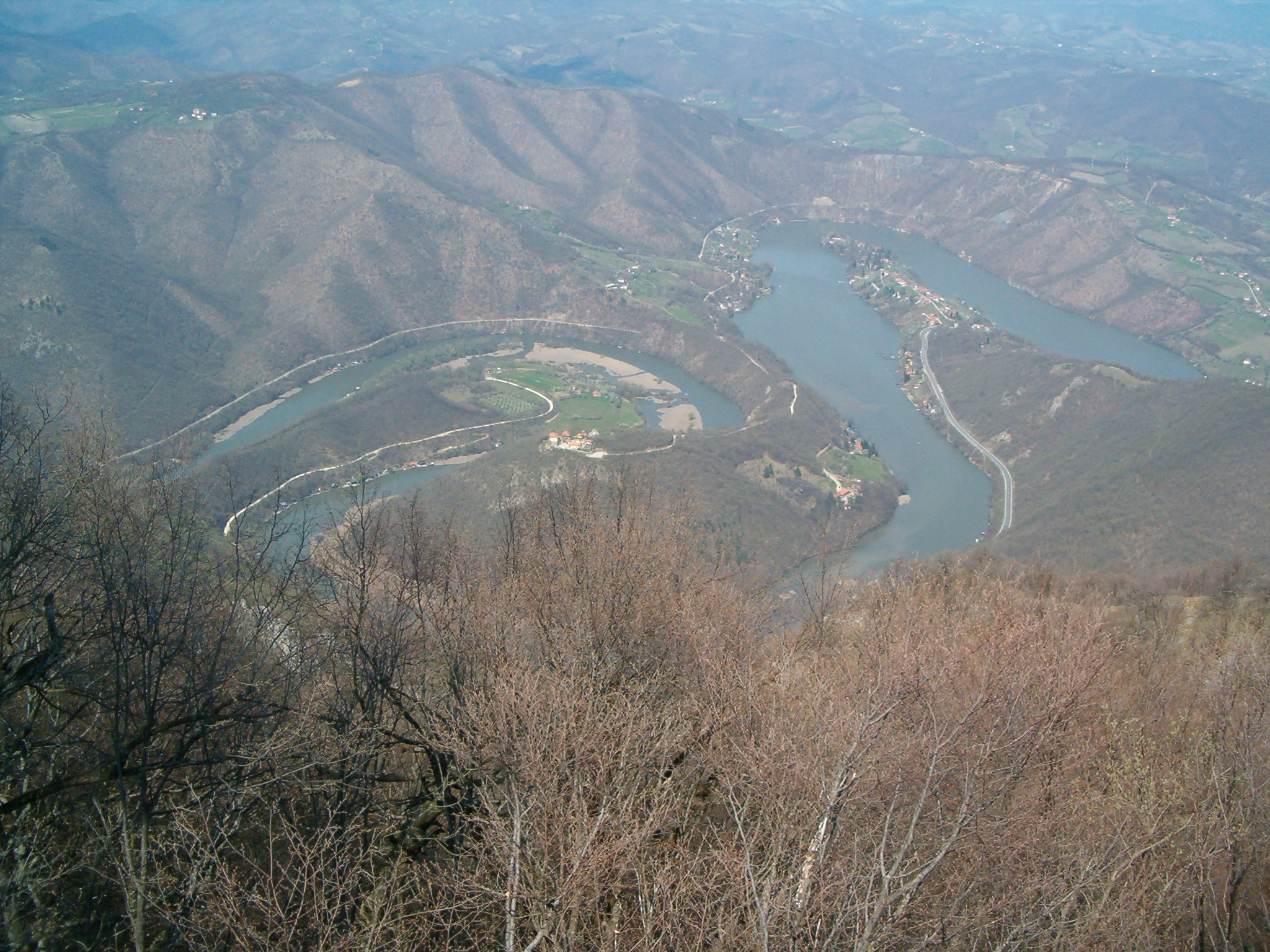
La gorge d'Ovčar-Kablar

La municipalité de Požega est entourée par celle de Mionica au nord, par la celle de Gornji Milanovac, par le territoire de la Ville Čačak et par la municipalité de Lučani à l'est, par celle d'Arilje au sud, par le territoire de la Ville d'Užice et par la municipalité de Kosjerić à l'ouest.

## Climat
La station météorologique de Požega, située à 310 m d'altitude, enregistre des données depuis 1895 (coordonnées 43° 51′ N, 20° 02′ E). Globalement, Požega jouit d'un climat continental modéré, avec des variations dues à l'altitude.
La température maximale jamais enregistrée à la station a été de 41,0 °C le 27 juillet 2007 et la température la plus basse a été de −30,7 °C le 13 janvier 1985. Le record de précipitations enregistré en une journée a été de 101,3 mm le 30 juillet 1999. La couverture neigeuse la plus importante jamais enregistrée a été de 55 cm.
Pour la période de 1961 à 1990, les moyennes de température et de précipitations s'établissaient de la manière suivante :
| Mois                                       | Janv | Fév  | Mars | Avr  | Mai  | Juin | Juil | Août | Sept | Oct  | Nov  | Déc  | Année |
| ------------------------------------------ | ---- | ---- | ---- | ---- | ---- | ---- | ---- | ---- | ---- | ---- | ---- | ---- | ----- |
| Températures maximales moyennes (°C)       | 1,7  | 6,0  | 11,5 | 16,9 | 21,6 | 24,5 | 26,6 | 26,6 | 23,2 | 17,4 | 10,0 | 3,1  | 15,8  |
| Températures moyennes (°C)                 | -2,6 | 0,7  | 5,1  | 10,1 | 14,7 | 17,7 | 19,2 | 18,6 | 15,1 | 9,9  | 4,3  | -0,7 | 9,3   |
| Températures minimales moyennes (°C)       | -6,4 | -3,6 | -0,4 | 3,6  | 8,4  | 11,8 | 12,9 | 12,5 | 9,6  | 4,8  | 0,4  | -4,0 | 4,1   |
| Moyennes mensuelles de précipitations (mm) | 52,1 | 42,4 | 49,3 | 58,0 | 86,7 | 84,1 | 80,5 | 60,0 | 59,2 | 49,9 | 62,4 | 56,0 | 739.9 |

## Histoire
La région de l'actuelle ville de Požega est occupée depuis la Préhistoire, ainsi qu'en attestent les découvertes mises au jour par les archéologues. Des vestiges du Néolithique ont été retrouvés dans les villages de Vranjani, Rasna, Svračkovo, Roge et Gojna Gora et des nécropoles remontant à l'âge du bronze à Rupeljevo, Gorobilje, Milićevo Selo, Godovik, Lopaš, Prilipac, Pilatovići, Glumač, Vranjani, Otanj, Srednja Dobrinja, Tabanovići, Papratište, Gornja Dobrinja, Ježevica, Duškovci, Ljutice, Mađer, Tvrdići, Zdravčići, Visibaba, Uzići, Rasna et Mršići. En raison de leur valeur, plusieurs sites archéologiques sont classés sur la liste des monuments culturels de Serbie, comme le grand tumulus de Pilatovići qui remonte à la dernière décennie du VIe et à la première décennie du Ve siècle av. J.-C.. Le village de Visibaba, à proximité immédiate de Požega, conserve notamment cinq sites classés remontant l'époque romaine et datés du IIe au IIIe siècle, ceux de Blaškovina, de Vesovina et Krčevina, de Varošište, de Bolnica et de Savinac.

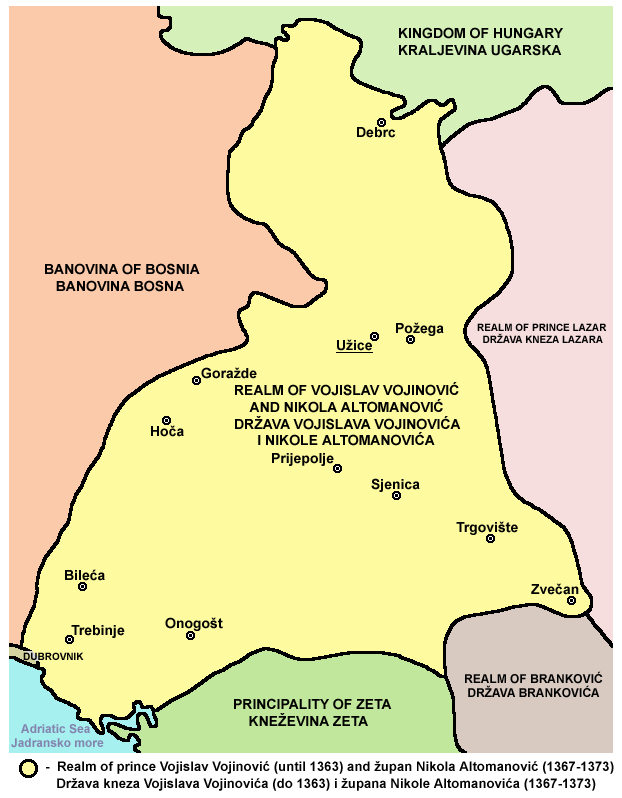
Les régions contrôlées par Nikola Altomanović

Aux VIe et VIIe siècles, les Slaves pénétrèrent dans la péninsule des Balkans, empruntant les anciennes voies romaines et suivant les vallées. C'est à cette période qu'ils s'installèrent dans la région des villes actuelles de Požega et Užice, tandis que les Illyriens romanisés se réfugiaient dans les montagnes. À la fin du XIIe siècle, le territoire de Požega fit partie de l'État médiéval serbe des Nemanjić, ainsi qu'en témoigne un document conservé au monastère de Studenica et remontant à 1196. godine. En 1219, Saint Sava, qui appartenait à la dynastie des Nemanjić, créa l'évêché de la Morava, dont le siège était situé à Arilje ; la région de Požega fut rattaché à cet évêché. Sous le règne de Stefan Dečanski (1321-1331), une vaste région située aux alentours des rivières Moravica et Đetinja, dans les environs de Požega, fit partie des secteurs contrôlés par le grand féodal Vojin, fondateur de la dynastie des Vojinović et voïvode de Stefan Dečanski puis de l'empereur Dušan. Après la mort de l'empereur, survenue en 1355, Požega passa entre les mains de Vojislav Vojinović puis entre celles du župan serbe Nikola Altomanović (1348-1373), tous deux membres de la dynastie des Vojinović. Mais Nikola Altomanović dut affronter une armée conduite par le prince serbe Lazar Hrebeljanović et par le roi de Bosnie Tvrtko Ier et, fait prisonnier à Užice, il fut condamné à être aveuglé.

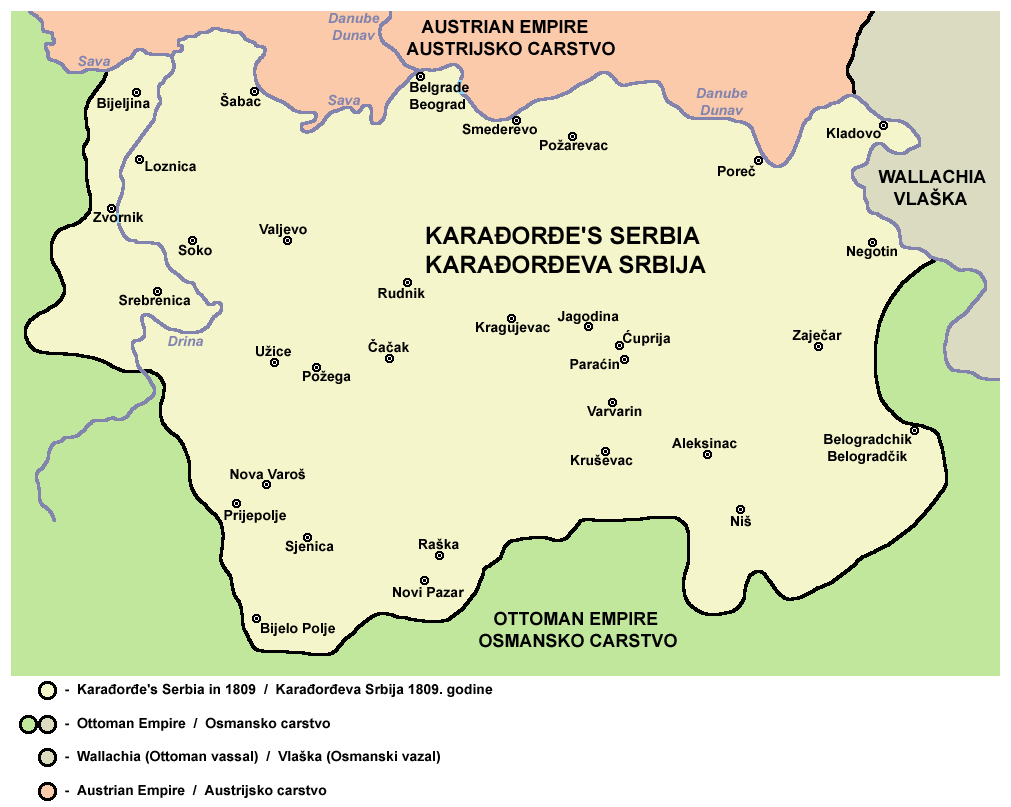
La Serbie en 1809

Après la chute du despotat de Serbie, les Ottomans se rendirent maîtres de la région de Požege et d'Užice en 1463, faisant coïncider leur propre système administratif avec les anciennes župas de la Serbie médiévale. Un defter (recensement fiscal) fut organisé en 1476 ; la population du secteur de Požega y est décrite comme ethniquement et religieusement homogène, c'est-à-dire constituée de Serbes orthodoxes se livrant principalement à l'élevage bovin et dirigés par un knez (prince). La seconde moitié du XVe siècle fit également se développer des activités commerciales attestées dans des documents de la ville de Raguse.
La fin du XVIIe siècle et le XVIIIe siècle furent marqués par les guerres entre les Autrichiens et les Turcs. Požega se trouva alors sur une importante ligne de pénétration autrichienne dans les Balkans, celle de la Zapadna Morava, grâce à laquelle les Habsbourg comptaient séparer la Bosnie et l'Herzégovine du reste de l'Empire ottoman. Mais la région ne fut définitivement reprise aux Turcs qu'en 1809, lors du premier soulèvement serbe. L'ancien système féodal turc fut aboli et remplacé par une nouvelle organisation administrative, économique et sociale. Le village de Požega se trouvait alors dans la nahija de Požega (Požeška nahija) ; selon un recensement effectué en 1822, il comptait 33 foyers. En fonction de l'accord passé entre le prince Miloš Obrenović et Ali Pacha, les Musulmans furent autorisés à y rester jusqu'en 1830.

## Localités de la municipalité de Požega

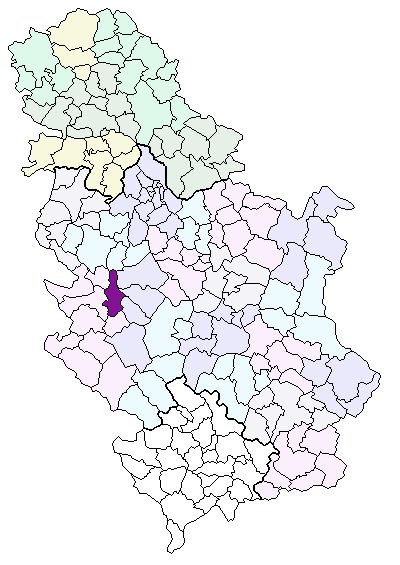
Localisation de la municipalité de Požega en Serbie

La municipalité de Požega compte 42 localités :
| - Bakionica - Velika Ježevica - Visibaba - Vranjani - Glumač - Godovik - Gornja Dobrinja - Gorobilje - Gugalj - Donja Dobrinja - Dražinovići | - Duškovci - Zaselje - Zdravčići - Jelen Do - Kalenići - Lopaš - Loret - Ljutice - Mađer - Mala Ježevica - Milićevo Selo | - Mršelji - Otanj - Papratište - Pilatovići - Požega - Prijanovići - Prilipac - Radovci - Rasna - Rečice - Roge | - Rupeljevo - Svračkovo - Srednja Dobrinja - Tabanovići - Tvrdići - Tometino Polje - Tučkovo - Uzići - Čestobrodica |

Požega est officiellement classée parmi les « localités urbaines » (en serbe : градско насеље et gradsko naselje) ; toutes les autres localités sont considérées comme des « villages » (село/selo).

## Démographie

### Ville

#### Évolution historique de la population dans la ville
| 1948  | 1953  | 1961  | 1971  | 1981   | 1991   | 2002   | 2011   |
| ----- | ----- | ----- | ----- | ------ | ------ | ------ | ------ |
| 2 249 | 2 710 | 4 094 | 8 503 | 10 410 | 12 552 | 13 206 | 12 957 |

### Municipalité

#### Répartition de la population par nationalités dans la municipalité (2002)
Toutes les localités de la municipalité sont peuplées majoritairement de Serbes.

## Religion
Sur le plan religieux, Požega et sa région sont essentiellement peuplées de Serbes orthodoxes ; elles relèvent de l'éparchie de Žiča (en serbe cyrillique : Епархија жичка), qui a son siège au monastère de Žiča, situé près de Kraljevo.

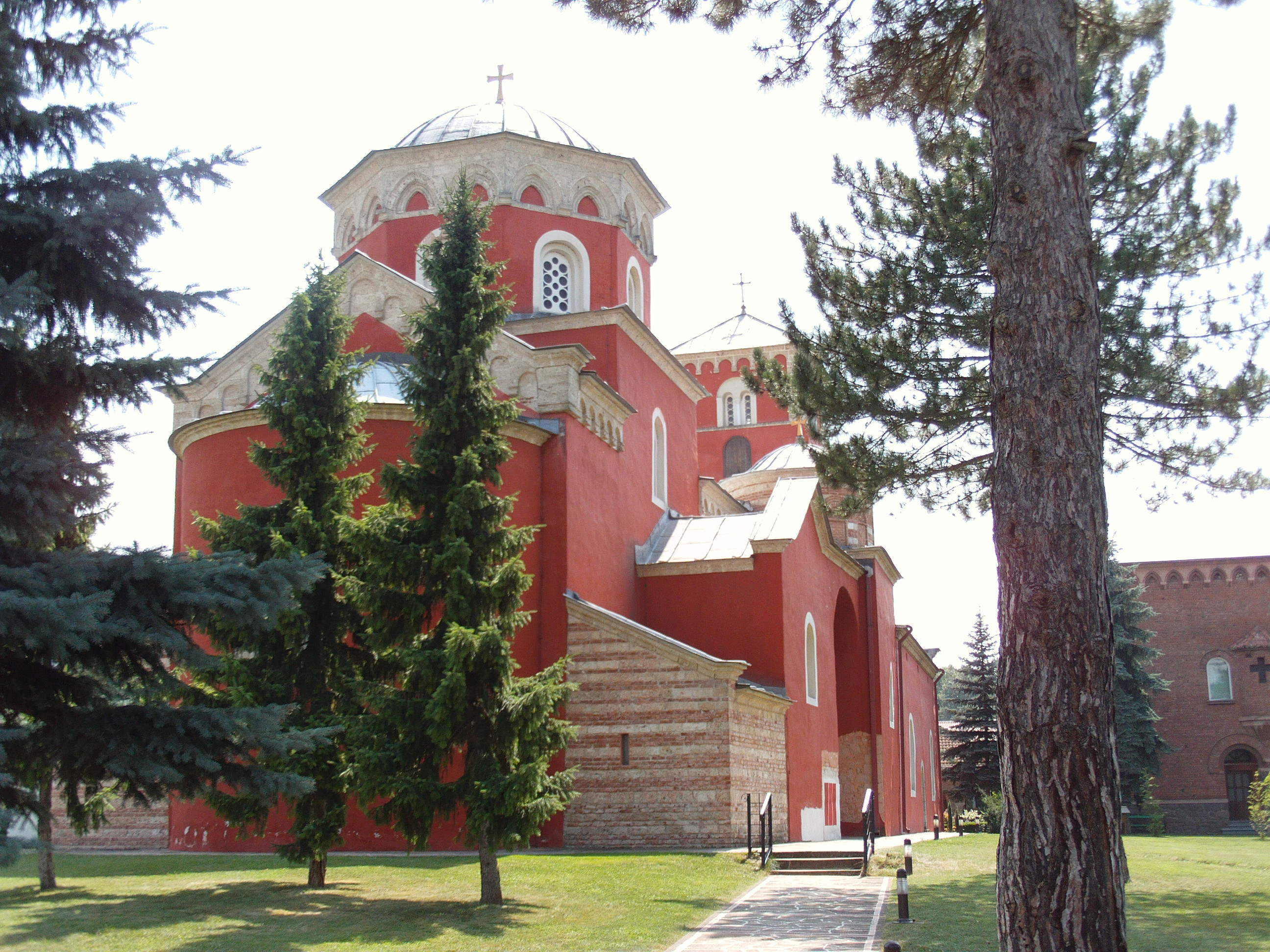
Le monastère de Žiča, siège de l'éparchie de Žiča

## Politique
À la suite des élections locales serbes de 2008, les 52 sièges de l'assemblée municipale de Požega se répartissaient de la manière suivante :
| Parti                                                                         | Sièges |
| ----------------------------------------------------------------------------- | ------ |
| Parti radical serbe                                                           | 16     |
| Pour une Serbie européenne                                                    | 15     |
| Parti démocratique de Serbie - Nouvelle Serbie                                | 9      |
| Parti socialiste de Serbie - Parti des retraités unis de Serbie - Serbie unie | 7      |
| Parti libéral-démocrate                                                       | 5      |

Aleksandar Grbović, membre du Parti radical serbe de Vojislav Šešelj, a été élu président (maire) de la municipalité, succédant ainsi à Milan Stevović, membre du même parti ; la présidence de l'assemblée municipale a été confiée à Slobodan Dragutinović, membre du Parti socialiste de Serbie.

## Culture
La Bibliothèque nationale de Požega (en serbe : Narodna biblioteka Požega) remonte à 1869 et elle possède aujourd'hui un fonds de 90 000 ouvrages et documents ; depuis 1999, elle dispose également d'une petite maison d'édition qui publie notamment la revue Požeški godišnjak (« L'Annuaire de Požega ») où l'on trouve des contributions concernant l'histoire économique, politique et culturelle de la ville. Le centre culturel (Kulturni  centаr Požegа) a été créé en 1958 ; il propose des activités éducatives ainsi que des manifestations et des spectacles dans les domaines du cinéma, de la musique, du théâtre et des arts visuels.

## Sport
Požega possède un club de football, le FK Sloga, créé en 1920, un club de basket-ball, le KK Požega, et un club de handball, le RK Požega. Parmi les autres associations sportives de la ville, on peut citer le club Soko, où l'on pratique les sports extrêmes, ou encore les clubs de karaté Ilon, Miloš Obilić et Sloga.
Le Stade municipal (en serbe : Gradski stadion), qui peut accueillir entre 2 000 et 2 500 spectateurs, est par excellence le stade du FK Sloga.

## Éducation
Požega possède trois établissements d'études secondaires (en serbe : srednje škole) : le Lycée Saint-Sava, dont l'origine remonte à 1921, l'école technique (tehnička škola), créée en 1990 pour former des techniciens en génie mécanique, et l'école d'agriculture (poljoprivredna škola).

## Économie
La région de Požega est propice à l'élevage et à l'agriculture, notamment la production de fruits. On y trouve aussi quelques entreprises agricoles comme la société Riboprodukt, créée en 2003, qui pratique le frai et l'élevage de poissons dans les étangs et qui assure leur transformation et leur commercialisation ; elle vend ainsi des truites et des filets de truite, notamment de la truite fumée, ainsi que des bâtonnets de poisson pané.
De fait, la municipalité de Požega est également une région industrielle ; en 2009, on y comptait 368 entreprises. Parmi les sociétés les plus importantes de la ville, on peut citer la fonderie Požega (en serbe : Livnica Požega), dont l'origine remonte à 1948 et qui, depuis 1998, est devenue une société par actions ; elle fabrique des pièces pour les Chemins de fer de Serbie. De fait, le secteur de la métallurgie est bien représenté, avec des entreprises comme Pankomerc, créée en 1990, qui fabrique notamment des tôles et des tuiles en cuivre, en aluminium ou en zinc ; Vectra produit des fils métalliques, par exemple pour en faire des fils de fer barbelé ou des armatures pour les matelas ; Delta, créée en 1982, fabrique des produits métalliques divers, comme des poubelles, des extincteurs, des boîtes aux lettres et toutes sortes d'autres objets. Lava Commerce, fondée en 1981, produit elle aussi des produits métalliques, notamment pour le rangement, étagères, rayonnages, armoires, l'ensemble étant destiné au commerce de détail et à la grande distribution ; elle fabrique également des galeries et des escaliers métalliques. La société Perform fabrique elle aussi toutes sortes de produits dérivés de la transformation du métal. Le secteur de la construction est représenté par Putevi. Termorad, une entreprise fondée en 1994, fabrique des chaudières et des chauffe-eau. La société Šaptović, créée en 1982 et dont le siège est à Gorobilje, fabrique du matériel agricole et, notamment, des motoculteurs ; elle travaille en collaboration avec l'entreprise italienne Lombardini (pour les moteurs) et avec le groupe suédois Husqvarna.
La société Ginko, créée en 1993, est spécialisée dans la fabrication de meubles et, notamment, de chaises, de fauteuils ou de canapés avec des armatures en bois. Dans le domaine de l'industrie textile, Ramax, créée en 1951, fabrique des vêtements dessinés par sa propre équipe de stylistes. RFID, créée en 2005, travaille dans le secteur des nouvelles technologies ; engagée dans la programmation, elle installe des systèmes d'alarme et de vidéosurveillance et propose des systèmes de protection pour les serveurs informatiques sous Linux.

## Tourisme

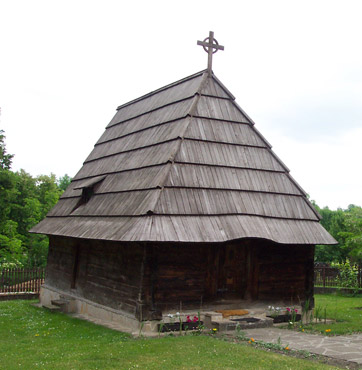
L'église en bois de Gorobilje

La région de Požega est propice au tourisme de nature et au tourisme rural. On peut y pratique la randonnée pédestre, la pêche sportive et la chasse. La chasse y est encadrée par l'association Svetozar Ostojić (en serbe : Lovačko udruženje Svetozar Ostojić) qui gère un domaine de 41 143 ha, dont 36 540 ha de zone de chasse proprement dite ; on peut y rencontrer des cerfs, des sangliers, des lièvres, des faisans et des perdrix. Parmi les plus beaux villages du secteur, on peut citer Tometino Polje, situé sur les pentes du mont Maljen, à 35 km de la ville ; on y trouve des gîtes ruraux et des chambres d'hôtes. Le petit village de Ježevica, où l'on trouve des hébergements chez l'habitant, possède aussi un hôtel trois étoiles. D'autres possibilités de tourisme rural sont offertes par les villages de Gornja Dobrinja, Srednja Dobrinja, Prilipac, Godovik ou Roge.
Sur le plan culturel, la région de Požega comprend un certain nombre de sites classés sur la liste des monuments culturels de Serbie. En plus des cinq sites archéologiques romains situés sur le territoire du village de Visibaba, qui datent du IIe et du IIIe siècle, on peut citer le complexe de l'Église Saint-Georges de Godovik, construit entre le XVIIe siècle et le XXe siècle, l'église en bois de Gornja Dobrinja, construite en 1822 et la maison natale de Petar Leković, à Svračkovo. Le village de Gorobilje possède lui aussi une église en bois remontant au début du XVIIIe siècle. L'église de la Nativité-de-la-Vierge à Prilipac a été fondée par le prince Lazar en 1374 ; incendiée en 1806, elle a été reconstruite en 1811 et ornée d'une iconostase en 1820.
En dehors du territoire municipal, Požega peut également servir de point de départ pour des excusions dans la Gorge d'Ovčar-Kablar et dans les monts Tara et Zlatibor et pour le Huit de Šargan, ainsi que vers les villages touristiques de Zlatibor, Divčibare, Mokra Gora et Küstendorf/Drvengrad, le village construit de toutes pièces par le réalisateur Emir Kusturica.

## Médias
La chaîne de télévision TV Požega a commencé à diffuser ses émissions le 24 mai 1993.

## Transports
Požega se trouve au carrefour de deux grands axes routiers. La route nationale 21 conduit vers le nord à Kosjerić et Valjevo et, au-delà, vers Šabac et la Voïvodine ou vers Belgrade ; en direction du sud, elle se dirige vers Nova Varos et Prijepolje et, au-delà, vers le Monténégro et la mer Adriatique. D'est en ouest, la ville est traversée par la route européenne E761 qui, vers l'est mène à Užice, Sarajevo et Bihać (en Bosnie-Herzégovine) et, vers l'ouest, à Čačak, Kraljevo, Kruševac, Paraćin et Zaječar,. Un grand projet d'autoroute reliant Požega à Horgoš, à la frontière entre la Hongrie et la Serbie, a été conçu dans les années 2000 qui est encore en construction. Des lignes d'autocars relient Požega a la Bosnie-Herzégovine et au Monténégro ; toutes les quinze minutes, un départ est prévu pour les locales avoisinantes et, à un rythme d'un bus par demi-heure ou par heure, on peut se rendre à Belgrade, Novi Sad, Zlabibor ou Čačak.
Požega est également un carrefour ferroviaire. La ville est située sur la ligne Belgrade-Bar et une autre voie de chemin de fer, en direction de l'est, conduit à Čačak, Kraljevo et Niš,.

## Personnalités
Le prince Miloš Obrenović (1780-1860), qui fut le chef du second soulèvement serbe contre les Ottomans et qui fut le premier souverain de la principauté de Serbie autonome vis-à-vis de la Sublime Porte, est né à Gornja Dobrinja ; une statue a été érigée en son honneur dans son village natal. Petar Leković (1893-1942), un Partisan communiste qui a reçu le titre de héros national de la Yougoslavie, est né à Svračkovo, près de Požega.
Le poète, romancier et essayiste Dragan Jovanović Danilov est né dans la ville en 1960.
Les footballeurs Miroslav Vukašinović (né en 1948), Milan Čančarević (né en 1955) et Nenad Erić (né en 1982) sont originaires de Požega.